# Grande-Synthe

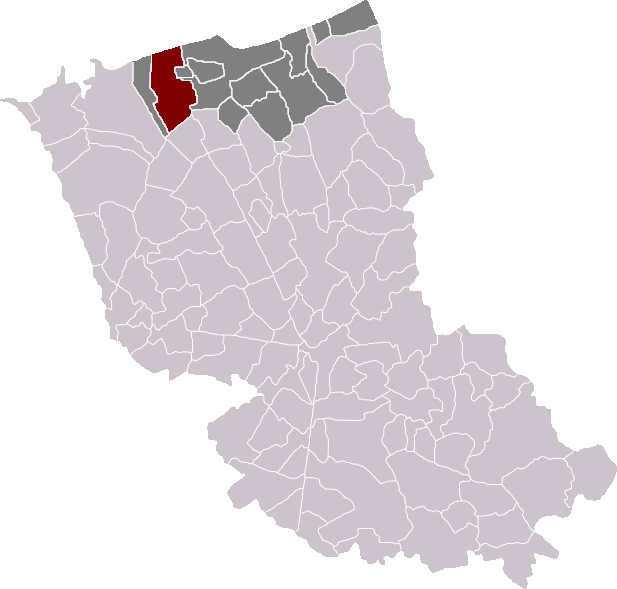
Localització de Grande-Synthe

Grande-Synthe (neerlandès Groot-Sinten) és un municipi francès situat al departament del Nord i a la regió dels Alts de França, a 6 km de Dunkerque. L'any 2006 tenia 21.408 habitants. El seu clima és oceànic temperat, ja que està tocant al mar. Està agermanada amb Suwałki, a Polònia.
Limita al nord-oest amb Mardyck, al nord amb Fort-Mardyck, al nord-est amb Saint-Pol-sur-Mer, a l'oest amb Loon-Plage, a l'est amb Dunkerque, al sud-oest amb Craywick, al sud amb Spycker i al sud-est amb Armbouts-Cappel.

## Demografia
| Evolució de la població |      |      |      |       |       |       |       |       |
| 1793                    | 1800 | 1806 | 1821 | 1831  | 1836  | 1841  | 1846  | 1851  |
| 482                     | 451  | 512  | 598  | 1 000 | 1 108 | 1 170 | 1 260 | 1 292 |

| 1856  | 1861  | 1866  | 1872 | 1876 | 1881 | 1886 | 1891 | 1896 |
| ----- | ----- | ----- | ---- | ---- | ---- | ---- | ---- | ---- |
| 1 510 | 1 572 | 1 739 | 724  | 753  | 782  | 821  | 887  | 936  |

| 1901 | 1906  | 1911  | 1921  | 1926  | 1931  | 1936  | 1946 | 1954  |
| ---- | ----- | ----- | ----- | ----- | ----- | ----- | ---- | ----- |
| 981  | 1 019 | 1 044 | 1 175 | 1 342 | 1 333 | 1 404 | 916  | 1 551 |

| 1962  | 1968   | 1975   | 1982   | 1990   | 1999   | 2006 | 2011 | 2016 |
| ----- | ------ | ------ | ------ | ------ | ------ | ---- | ---- | ---- |
| 2 875 | 12 559 | 24 250 | 26 231 | 24 362 | 23 247 | -    | -    | -    |

| 2019 | - | - | - | - | - | - | - | - |
| ---- | - | - | - | - | - | - | - | - |
| -    | - | - | - | - | - | - | - | - |

## Història
Grande-Synthe va néixer de la unió de diferents llogarrets marítims al segle viii. Els monjos benedictins van aconseguir construir un sistema de canals per aprofitar millor l'aigua, de manera que els camperols van tenir noves terres de conreu i van anar poblant la vila. El 1280 va construir-se, per ordre del comte Jean, un dic que va contribuir al desenvolupament de l'economia, encara rural. La pugna per la regió de les grans potències europees va provocar onades de guerres, conflictes i epidèmies que van llastar el creixement de la ciutat.
Les dues Guerres Mundials van utilitzar Dunkeque com a teatre d'operacions i Grande-Synthe se'n va ressentir, amb bombardejos i incursions militars. La destrucció de la població va ser tan gran que el general De Gaulle li va concedir una creu de guerra i ajudes per a la reconstrucció. La ciutat va esdevenir després una potència industrial gràcies al seu port, amb un ràpid creixement demogràfic. Després de la crisi del petroli de 9173, es va veure obligada a diversificar la seva activitat econòmica.

## Cultura
Gran part dels monuments històrics, com les esglésies i l'ajuntament, van ser destruïts durant els bombardejos de la Segona Guerra Mundial, per això gairebé no es conserven restes del passat medieval i renaixentista de la ciutat. Una campana i diverses inscripcions proven que va ser una estació de pas del pelegrintage a Santiago de Compostel·la. Destaquen, en canvi, els seus rosers, guanyadors de diversos concursos nacionals.

## Administració
| Període   | Identitat      | Partit |
| --------- | -------------- | ------ |
| 1971-1995 | René Carème    | PS     |
| 1995-2001 | André Demarthe | PS     |
| 2001-     | Damien Carème  | PS     |